# Arcade Fire (EP)

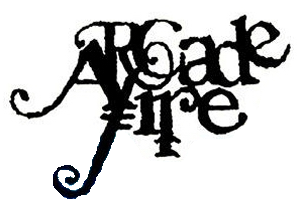

Arcade Fire é o EP homônimo da banda indie canadense Arcade Fire. Também conhecido como Us Kids Know, foi lançado originalmente em 2003. A música "No Cars Go" foi regravada no segundo álbum da banda, Neon Bible.
| Críticas profissionais                                                      | Críticas profissionais |
| Avaliações da crítica                                                       | Avaliações da crítica  |
| Fonte                                                                       | Avaliação              |
| --------------------------------------------------------------------------- | ---------------------- |
| allmusic                                                                    | [ 1 ]                  |
| Pitchfork                                                                   | (6.8/10)               |
| Esta tabela precisa de ser acompanhada por texto em prosa. Consulte o guia. |                        |

## Faixas
1. "Old Flame" – 3:55
2. "I'm Sleeping in a Submarine" – 2:46
3. "No Cars Go" – 6:00
4. "The Woodland National Anthem" – 3:56
5. "My Heart Is an Apple" – 4:25
6. "Headlights Look Like Diamonds" – 4:22
7. "Vampire/Forest Fire" – 7:13